# Ignacio Allende

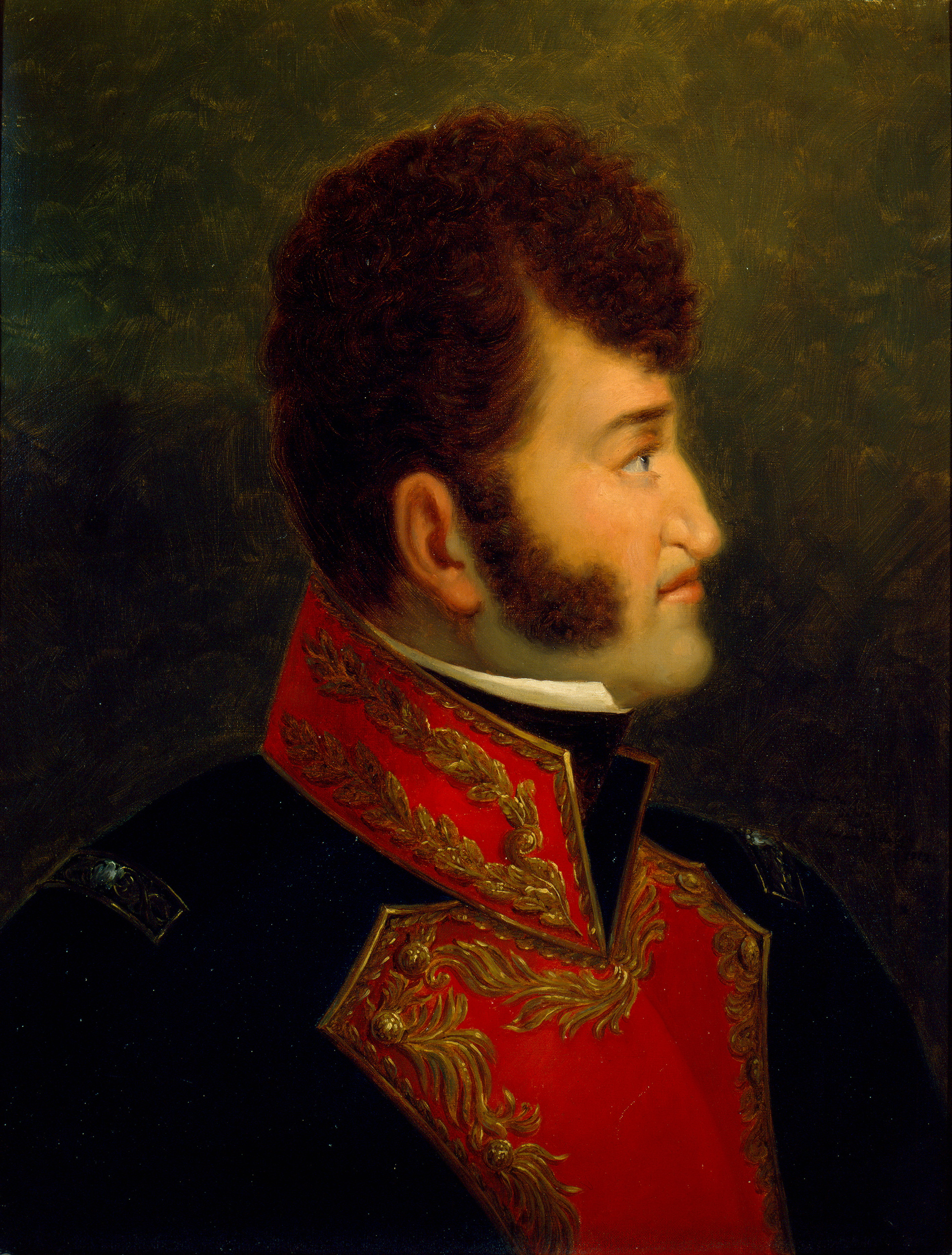
Ignacio Allende

Ignacio Allende (* 21. Januar 1769 in San Miguel de Allende; † 26. Juni 1811 in Chihuahua) war ein mexikanischer Aufständischer und Revolutionär.
Er war Hauptmann der königlichen Armee in Mexiko und sympathisierte mit dem Projekt der Unabhängigkeit. Er nahm an den ersten geheimen Treffen der Rebellion teil, die durch die Corregidores von Querétaro organisiert wurden, und er kämpfte an der Seite von Miguel Hidalgo y Costilla in der ersten Phase des Mexikanischen Unabhängigkeitskriegs. Er entlastete Hidalgo in der Führung der Aufständischen. In Chihuahua wurde er verraten, verurteilt und hingerichtet. Sein Kopf wurde an einer Ecke der Alhóndiga de Granaditas in der Stadt Guanajuato aufgehängt.

## Leben
Allende wurde in einer wohlhabenden spanischen Familie in San Miguel el Grande, dem heutigen San Miguel de Allende, geboren. Seine Eltern waren Domingo Narciso de Allende y Ayerdy, ein wohlhabender Kaufmann, und María Ana Unzaga. Im Jahre 1802 trat er in die Kolonialarmee des Vizekönigreichs Neuspanien ein und schaffte es unter der Führung von Félix María Calleja del Rey Karriere zu machen. Im selben Jahr heiratete er Luz Agustina de las Fuentes, die kurze Zeit später starb. Im Jahr 1806 begann er mit der Idee der Befreiung der spanischen Königreichs Neuspanien zu sympathisieren. Im Jahr 1808 war er von einer Abordnung nach Texas zurück in seinem Geburtsort Heimatstadt und befehligte ein Elite-Kavallerie-Regiment. In der Garnison von San Miguel el Grande lernte er den Offizier Mariano Abasolo kennen, den er mit anderen Befürwortern der Unabhängigkeit Mexikos bekannt machte.
1809 wurde er bei einem geheimen Treffen zugunsten der Unabhängigkeit in Valladolid (jetzt Morelia) entdeckt, hatte aber Glück und es wurde nicht sanktioniert. Er unterstützte die Bewegung weiterhin und wurde eingeladen, an der Verschwörung von Josefa Ortiz de Domínguez in der Stadt Santiago de Querétaro teilzunehmen, wo er Pater Miguel Hidalgo und Hauptmann Juan Aldama kennenlernte.
Ursprünglich wurde die Unabhängigkeitsbewegung von Allende und von Aldama angeführt, aber eine ungelegene Denunziation änderte die Pläne und führte dazu, dass Miguel Hidalgo schließlich mit dem Kampf begann, der seinen Auftakt mit dem berühmten Schrei nach Unabhängigkeit hatte. Die ehemaligen Verschwörer schlossen ihre Reihen und nachdem sie die Kontrolle über Dolores hatten, zogen sie weiter nach San Miguel Allende, wo Allende die Unterstützung seines Regiments gewann. Am 22. September wurde Hidalgo in der Stadt Celaya offiziell zum Generalkapitän der Aufständischenarmee ernannt und Ignacio Allende zum Generalleutnant. Fünf Tage später setzte der Vizekönig eine Belohnung von 10.000 Pesos aus, die Führer der Bewegung lebendig oder tot abzuliefern.
Während des bewaffneten Kampfes wurde Allende berühmt für sein Ethos und seine Fairness als Befehlshaber. Er war ein Verfechter von Ordnung und Achtung gegenüber der Zivilbevölkerung und ließ Gefangene nicht bestrafen oder hinrichten. Nach der Einnahme der Alhóndiga de Granaditas in Guanajuato und dem Sieg in Monte de las Cruces schlug Allende Hidalgo vor, die Hauptstadt des Vizekönigreichs einzunehmen, aber der Priester teilte seine Meinung nicht, was ein fatales Zeichen der ersten Phase der Bewegung war und ein dauerndes Zerwürfnis in der Beziehung der beiden einleitete.
Nach der Niederlage in der Schlacht von Puente de Calderón setzten die Anführer der Bewegung die Ablösung Hidalgos als Befehlshaber durch und Allende übernahm die Verantwortung. Mit einer dezimierten Armee entschied er sich nach Norden zu marschieren, um mehr Geld und Waffen zu bekommen und Soldaten auszuheben. In Acatita de Baján wurde er durch Ignacio Elizondo verraten und zusammen mit den Führern der Armee (Juan Aldama, José Mariano Jiménez und Manuel Santa María) gefangen genommen und nach der Stadt Chihuahua verbracht, wo er wegen Insubordination angeklagt und am 26. Juni 1811 hingerichtet wurde. Sein Leichnam wurde enthauptet und sein Kopf an einer Ecke der Alhóndiga de Granaditas in der Stadt Guanajuato als eine Warnung an die Bevölkerung aufgehängt. Seine sterblichen Überreste befanden sich später bis zum 30. Mai 2010 im Mausoleum der Unabhängigkeitssäule in Mexiko-Stadt. Dann wurden sie ins Nationale Historische  Museum zur Analyse und Authentifizierung gebracht.

## Ehrungen
Nach Ignacio Allende ist die Pflanzengattung Allendea La Llave 1824 (heute zu Liabum Adans. gerechnet) aus der Familie der Korbblütler (Asteraceae) benannt.